# (674) Rachele
(674) Rachele ist ein Asteroid des Hauptgürtels, der am 28. Oktober 1908 vom deutschen Astronomen Karl Wilhelm Lorenz in Heidelberg entdeckt wurde.
Der Asteroid ist benannt nach der Frau des italienischen Astronomen Emilio Bianchi.